# Klant

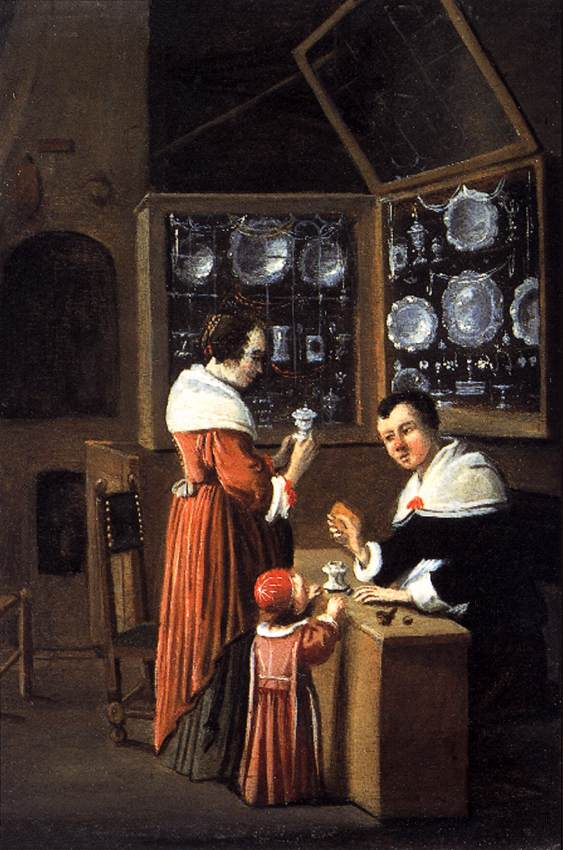
klanten bij een edelmetaalverkoper

Een klant is de afnemer van een goed of dienst van een leverancier. In principe is het zo dat hier betaling tegenover staat. Voor veel organisaties zijn klanten een belangrijke bron om – direct of indirect – inkomsten te verwerven. Het woord 'klant' is ontstaan vanuit de betekenis: geïnteresseerde.
In sommige sectoren worden klanten met een andere term aangeduid:
- In het openbaar vervoer wordt de klant ook wel aangeduid met de term reiziger of passagier.
- In de medische wereld spreekt men van patiënten. In zorgsectoren waar geen medische ingrepen worden verricht, zoals die van maatschappelijk werker of therapeut in de geestelijke gezondheidszorg, spreekt men eerder van cliënt dan van patiënt of klant.
- Bij dienstverlenende beroepen zoals die van advocaat of notaris noemt men de afnemers van die diensten normaal gesproken cliënten.
- In de sociale sector spreekt men van cliënten.
- Bij een woonvoorziening gebruikt men ook de term resident.
- In de horeca spreekt men van gasten.
- In de bouwwereld is de klant (die het gebouw en de architect zal betalen) een bouwheer of opdrachtgever.
- De klanten van een tussenpersoon worden ook wel opdrachtgevers genoemd.

## Marktvormen
Indien sprake is van een vrije markt kan de klant vrij tussen meerdere leveranciers kiezen waardoor de leverancier zich moet onderscheiden van de concurrentie om klanten te werven. Bij een monopolie heeft de klant geen keuze en hoeft de leverancier minder moeite te doen. De overheid bejegent burgers soms als klant, maar deze benaming is alleen correct als er een concurrerende aanbieder is van het product of de dienst.

## Trivia
In het Katwijkse dialect staat het woord klant behalve voor cliënt ook voor vriend of vriendin.